# Наксос
Наксос или Накс (грчки грч. ) је једно острва у групацији Киклада у Грчкој. Управно острво припада округу Наксос у оквиру Периферије Јужни Егеј, где је средишње острво. Само острво са околним мањих острвцима и хридима чини засебну општину, а главно насеље на острву, град Наксос, је истовремено и седиште округа.

## Природни услови
Наксос је највеће острво од Киклада, удаљено око 170 km југоисточно од Атине. Најближе значајније острво Наксосу је Парос на око 10 km ка западу. 20 km јужно од Наксоса налази се острво Иос, а 25 km северно Миконос. Острво је слабо разуђено и планинско у већем делу. Постоји неколико долина, које су посебно погодне за земљорадњу. 
Наксос спада у острва Киклада која, иако удаљена од копна, имају довољно воде и то захваљујући високим планинама које заустављају кишоносне облаке. Ово је посебно важно с обзиром на то да је острво под утицајем сушне средоземне климе са дугим, жарким и сушним летима и благим и не баш кишовитим зимама. Данас се ово острво сматра „најроднијим“ од свих Киклада. Захваљујући овоме Наксос је у много бољој положају од већине острва Киклада, где влада сталан и изразит недостатак воде. Због тога је Биљни и Животињски свет бујан, иако је он такође особен за ову климу.

## Историја
За Наксос, као и за целокупне Кикладе, је необично важно раздобље касне праисторије, Кикладска цивилизација, зависна и блиска Критској. После овофг раздобља пре у архајско доба старе Грчке Наксос је био најнапредније место на Кикладима. У класично доба острво је било један од малих полиса у веома важном делу Грчке.
После тога Наксосом је владао стари Рим, а затим и Византија. 1204. године после освајања Цариграда од стране Крсташа Киклади потпадају под власт Млечана, под којима остају вековима, до 1566. године, када нови господар постаје Османско царство. Због међусобних ратовања латинских владара, Атина, Негропонт, Мореја и Киклади су били без заштите од Турака. Са Наксоса су тада Турци извели до 15.000 робова. Становништво Наксоса није било јаче укључено у Грчки устанак 20их година 19. века, али је острво одмах припало новооснованој Грчкој. Међутим, развој нове државе није спречио исељавање месног становништва у 20. веку. Последњих деценија ово је умањено развојем туризма.

## Становништво
Главно становништво на Наксосу су Грци. Последњих година број становника се нагло повећао због развоја туризма високог нивоа. Стога на острву лети борави много више туриста него сталних становника. Између последња три пописа број сталних становника се повећао за близу 50%. Током задњих деценија број становника се кретао на следећи начин:
- 1981. г. - 14.037 становника
- 1991. г. - 14.838 становника
- 2001. г. - 18.188 становника
- 2001. г. - 21.143 становника

Западни део острва са највећим местом, градом Наксосом, је насељенији и урбанији. Градска општина заузима око 30% површине острва, али у њој живи око 70% становништва. Остали део острва је много ређе насељен и задржао је више традиције и сеоског начина живота.

## Привреда
Привреда Наксоса се данас заснива на туризму и поморству, али добрим делом и на развијеној пољопривреди. Од гајених култура преовлађује маслина, а посебно познат производ је кромпир са Наксоса. Гаје се и агруми и винова лоза.